# Dokka Oemarov
Dokka (Dokoe) Chamatovitsj Oemarov (Tsjetsjeens: Умаран Хамади кант Докка; Oemaran Chamadi kant Dokka, Russisch: Доку Хаматович Умаров; Dokoe Chamatovitsj Oemarov) (Charsenoi, 13 april 1964 - 7 september 2013) was de vijfde president van de Tsjetsjeense republiek Itsjkerië en noemde zich vanaf 2007 'emir' van het Kaukasus Emiraat van de Tsjetsjeense onafhankelijkheidsbeweging, waarmee hij feitelijk Itsjkerië ophief.
Hij was een van de twee Tsjetsjeense veldcommandanten die zowel in de Eerste als de Tweede Tsjetsjeense Oorlog vocht. Toen Aslan Maschadov werd verkozen tot president van Itsjkerië in januari 1997, benoemde Maschadov hem tot hoofd van de Tsjetsjeense veiligheidsraad en was hij minister van veiligheid. Hierbij kwam hij in juli 1998 tussenbeide in een gewapend conflict tussen de gematigden en de wahabisten onder Maschadovs troepen, waarna hij uit de eerdergenoemde functies werd ontslagen. Tijdens de Tweede Tsjetsjeense Oorlog stond hij aan het hoofd van het zuidwestelijk front, de regio die grenst aan Georgië en Ingoesjetië. Hij werd door de Russische regering aangemerkt als een terrorist, maar hij Oemarov heeft zichzelf gedistantieerd van de acties van Sjamil Basajev. Door gijzelaars is hij echter in het Russische nieuwsblad Izvestia aangemerkt als een van de leiders van de gijzeling in Beslan in 2004. Gijzelaars gaven aan dat hij de enige was die geen masker droeg. Hij heeft een slechte reputatie als uitvoerder van de meest beruchte aanvallen van Basajev. Hij wordt ook verdacht van het leiden van de aanvallen op Ingoesjetië in juni 2004, waarbij meer dan 90 mensen om het leven kwamen. Op 5 mei 2005 werden volgens de Tsjetsjeense opstandelingenwebsite kavkazcenter zijn vader, vrouw en eenjarige zoon gearresteerd door de FSB, nadat eerder dat jaar al zijn broers en leden van hun families waren opgepakt. In augustus 2005 werd ook zijn zus opgepakt volgens kavkazcenter.
Op 16 juni 2005 werd hij benoemd tot vicepremier van de Tsjetsjeense republiek Itsjkerië. Hij stapte rond die tijd op een landmijn, waarop vicepremier Ramzan Kadyrov van de Russisch-Tsjetsjeense regering een grootschalige klopjacht op hem opende in de veronderstelling dat hij een been had verloren en daardoor snel te pakken moest zijn. Bij een interview door Radio Free Europe/Radio Liberty iets later bleek echter dat hij beide benen nog had.
In mei 2006 werd zijn schuilplaats ontdekt in het dorpje Assinovskaja, maar hij was al gevlucht voordat het leger arriveerde. Op 16 juni 2006 werd hij de nieuwe rebellenpresident. Hij verving Abdoel-Chalim Sadoelajev, die werd gedood op die dag door veiligheidstroepen van de Pro-Russische Tsjetsjeense premier Ramzan Kadyrov. Op 3 maart 2007 benoemde hij Soepjan Abdoellajev tot vicepresident van Itsjkerië. In juni 2009 claimde een anonieme functionaris van Kadyrovs bewind dat hij was gedood door Russische troepen. Dit bleek echter niet waar en een maand later gaf Oemarov een interview aan Prague Watchdog waarin hij volhield dat hij sinds 1995 niet meer gewond was geraakt.

## Aanslagen op Moskouse metro en luchthaven
Op woensdag 31 maart 2010 werden de aanslagen in de metro van Moskou op 29 maart 2010 door Oemarov opgeëist. Op 8 februari 2011 werd de verantwoordelijkheid voor de bomaanslag op de luchthaven Domodedovo op 24 januari 2011 ook door hem opgeëist.

## Overlijden
Een Tsjetsjeense website maakte in 2014 bekend dat hij omgekomen was. Dit bleek het jaar ervoor al zijn gebeurd, al zijn de omstandigheden rondom zijn dood nooit volledig opgehelderd. Volgens de opstandelingen zelf was hij in augustus 2013 vergiftigd en stierf hij een maand later.